# Scream 3
Scream 3 ist ein US-amerikanischer Horrorfilm des Regisseurs Wes Craven aus dem Jahr 2000 und der dritte Teil der Scream-Reihe.

## Handlung
Dreieinhalb Jahre nach den Morden in Woodsboro (siehe Teil eins der Reihe) lebt Sidney Prescott mittlerweile zurückgezogen unter falschem Namen. Der Albtraum scheint von Neuem zu beginnen, als Morde am Set des Films „Stab 3“, dessen Vorgänger die Ereignisse um die beiden Vorgängerfilme innerhalb der Screamwelt thematisiert und der nun einen auch für die Screamwelt fiktiven dritten Teil erzählen soll, passieren. Bei den Dreharbeiten schlägt der maskierte Killer wieder zu und tötet einen Darsteller nach dem anderen.
Der Ex-Polizist Dewey und die Journalistin Gale, neben Sidney die einzigen Überlebenden der früheren Morde, gehen der Sache nach und unterstützen Detective Mark Kincaid bei seinen Ermittlungen. Schließlich schaltet sich auch Sidney ein, die dem erneuten Albtraum ein Ende machen will.
Bei ihren Recherchen im Filmbusiness findet Gale heraus, dass Sidneys Mutter Maureen, die vor einigen Jahren ermordet wurde, als junge Frau Schauspielerin werden wollte und schließlich als Darstellerin in billigen und zweifelhaften Filmproduktionen gelandet ist.
In der Villa des Filmproduzenten John Milton kommt es zum großen Showdown. Der maskierte Killer macht erbarmungslos Jagd auf Sidney, Dewey und Gale. Als Sidney dem Killer Auge in Auge gegenübersteht, erfährt sie schließlich die ganze Wahrheit: Roman Bridger, der Regisseur von „Stab 3“, ist Sidneys Halbbruder und das Ergebnis einer Vergewaltigung. Bei ihrem verzweifelten Versuch, im Filmgeschäft Fuß zu fassen, ist Maureen auf einer Party in John Miltons Haus vergewaltigt worden. Als Roman, der zur Adoption freigegeben wurde, Maureen Jahre später aufgesucht hat, wollte diese nichts mit ihm zu tun haben, woraufhin er die späteren Woodsboro-Killer zu ihren Taten angestiftet hat. Nun will er sein Werk durch die Ermordung seiner Halbschwester Sidney, des einzigen Kindes, das Maureen anerkannt hat, vollenden.
Doch Sidney kämpft verbissen um ihr Leben und kann Roman schließlich einen Eispickel in den Rücken rammen und ihm danach mit seinem Messer in die Brust stechen. Roman bleibt zunächst anscheinend tot auf dem Boden liegen. Er erhebt sich jedoch noch einmal, wird aber von Dewey erschossen. Am Ende fühlt sich Sidney zum ersten Mal seit vielen Jahren wieder sicher. Sie beginnt eine Beziehung mit Detective Mark Kincaid, während Gale und Dewey beschließen, zu heiraten.

## Besetzung und Synchronisation
Die deutschsprachige Synchronfassung entstand bei der FFS Film- & Fernseh-Synchron in München unter dem Dialogbuch von Horst Geisler, welcher ebenfalls die Dialogregie verantwortete.
| Figur                       | Darsteller        | Deutscher Sprecher  |
| --------------------------- | ----------------- | ------------------- |
| Sidney Prescott             | Neve Campbell     | Veronika Neugebauer |
| Gale Weathers               | Courteney Cox     | Madeleine Stolze    |
| Deputy Dwight „Dewey“ Riley | David Arquette    | Frank Röth          |
| Jennifer Jolie              | Parker Posey      | Carin C. Tietze     |
| Detective Mark Kincaid      | Patrick Dempsey   | Crock Krumbiegel    |
| Roman Bridger               | Scott Foley       | Christian Weygand   |
| Sarah Darling               | Jenny McCarthy    | Irina Wanka         |
| Cotton Weary                | Liev Schreiber    | Marco Kröger        |
| Steven Stone                | Patrick Warburton | Dirk Galuba         |
| Angelina Tyler              | Emily Mortimer    | Julia Haacke        |
| John Milton                 | Lance Henriksen   | Joachim Höppner     |
| Tyson Fox                   | Deon Richmond     | Markus Fennert      |
| Christine Hamilton          | Kelly Rutherford  | Kathrin Simon       |
| Tom Prinze                  | Matt Keeslar      | Dominik Auer        |
| Randy Meeks                 | Jamie Kennedy     | Alexander Brem      |
| Martha Meeks                | Heather Matarazzo | Shandra Schadt      |
| Jay                         | Jason Mewes       | Simon Jäger         |
| Silent Bob                  | Kevin Smith       | –                   |
| Bianca Burnette             | Carrie Fisher     | Lis Kertelge        |
| Stimme von Ghostface        | Roger L. Jackson  | Kai Taschner        |

## Trivia
- Wie in den ersten beiden Teilen fängt auch der dritte Teil mit einem Mord an. Nach Drew Barrymore in Scream – Schrei! und Jada Pinkett Smith in Scream 2 darf in Scream 3 Liev Schreiber in der Rolle des Cotton Weary das Zeitliche segnen. Das Besondere hierbei ist, dass die Rolle in den ersten beiden Filmen aufgebaut wurde, um nun hier ihr Ende zu finden.

- Der Schauspieler Jamie Kennedy hat im dritten Teil einen Kurzauftritt, in dem er – wie auch in den beiden Vorgängern – „Filmregeln“ (hier die Regeln für eine Trilogie) für die Situation zum Besten gibt, obwohl sein Charakter Randy Meeks im zweiten Teil getötet wurde. Dies wird dadurch umgangen, dass er nur auf einem Videofilm zu sehen ist. Das Videoband trägt die Aufschrift Scary Movies 101, zu Deutsch etwa „Grundlagen des Horror-Films“ (die Kursnummer 101 bezeichnet im US-amerikanischen Bildungssystem die einführenden Veranstaltungen).

- In Scream 3 taucht eine Reihe von Gaststars auf, darunter Carrie Fisher in der Rolle der Bianca, einer im Keller sitzenden Archiv-Leiterin der Filmproduktionsfirma, Roger Corman, und das Duo Jay und Silent Bob, gespielt von Jason Mewes und Kevin Smith.

- Es wurden drei verschiedene Enden gedreht. Nicht einmal die Schauspieler wussten bei den Dreharbeiten, welches Ende in den Film übernommen wird.

- Bei Kosten von 40 Millionen US-Dollar spielte der Film weltweit über 160 Millionen US-Dollar ein.[3]

- In 10 Tagen hatte der Film allein in Deutschland 1 Million Kinobesucher.[3]

- In der Szene, in der Sidney das Set ihres Zimmers betritt, hängt an der Wand ein Poster der Band Creed, auf dem neben der Band selbst das Cover des Albums Human Clay abgebildet ist. Dieses ist erst im Jahr 2000, zum Zeitpunkt des Drehs, erschienen, die Handlung spielt aber früher.

- Der Song What if der Rockband Creed, dessen Musikvideo inhaltlich mit der Scream-Reihe zusammenhängt, ist in der Anfangssequenz zu hören.

## Kritik
„Der in den Gewaltszenen gegenüber den Vorgängern etwas zurückgenommene Film kopiert lediglich die sattsam bekannten Versatzstücke und versteht es in seiner Einfallslosigkeit nicht, Spannung oder grimmigen Humor aufzubauen. Was bleibt, ist eine für das Genre geradezu "tödliche" Langeweile.“

## Auszeichnungen
- 2000 wurde der Film mit dem Bogey Award ausgezeichnet.
- Courteney Cox und David Arquette erhielten im Jahr 2000 einen Teen Choice Award in der Kategorie Film – Choice Chemistry.
- 2001 wurde David Arquette mit dem Blockbuster Entertainment Award in der Kategorie Favorite Actor – Horror ausgezeichnet.

## Sonstiges
Am 5. Mai 2011 erschien der vierte Teil der Reihe in Deutschland im Kino. Wes Craven führte wieder die Regie. Neben den Hauptdarstellern aus den vorherigen Teilen (Neve Campbell, David Arquette und Courteney Cox) haben u. a. auch Emma Roberts und Hayden Panettiere eine  Rolle. Mit Scream wurde im Januar 2022 der fünfte Teil der Reihe veröffentlicht.
Seit Ende Juni 2015 wird die Fernsehserie Scream in den Vereinigten Staaten ausgestrahlt.